# Sverige i U17-Europamästerskapet i fotboll för herrar 2016
Sveriges fotbollslandslag i U17-Europamästerskapet i fotboll 2016 i Azerbajdzjan presenterades av Magnus Wikman den 14 april 2016.

## Spelartruppen
| Namn                 | Position    | Klubblag          | Noteringar |
| 1. Pontus Dahlberg   | Målvakt     | IFK Göteborg      |            |
| 2. Emre Erdogdu      | Försvarare  | IF Brommapojkarna |            |
| 3. Hugo Andersson    | Försvarare  | Malmö FF          |            |
| 4. Joseph Colley     | Försvarare  | Chelsea           |            |
| 5. Johan Stenmark    | Försvarare  | Kalmar FF         |            |
| 6. Henrik Bellman    | Mittfältare | FC Köpenhamn      |            |
| 7. Niclas Holgersson | Anfallare   | Ljungskile SK     |            |
| 8. Mattias Svanberg  | Mittfältare | Malmö FF          |            |
| 9. Joel Asoro        | Anfallare   | Sunderland        |            |
| 10. Nebiyou Perry    | Mittfältare | AIK               |            |
| 11. Simon Marklund   | Anfallare   | Åtvidabergs FF    |            |
| 12. Malte Påhlsson   | Målvakt     | IS Halmia         |            |
| 13. Filip Örnblom    | Försvarare  | Östers IF         |            |
| 14. Teddy Bergqvist  | Anfallare   | Malmö FF          |            |
| 15. Adrian Edqvist   | Mittfältare | Malmö FF          |            |
| 16. Mirad Garza      | Mittfältare | BK Häcken         |            |
| 17. Oscar Petersson  | Mittfältare | Malmö FF          |            |
| 18. Anel Ahmedhodzic | Försvarare  | Nottingham Forest |            |

Not: Inför turneringen drabbades Sverige av tre återbud. Alexander Isak (AIK) och Sead Haksabanovic (Halmstads BK) stoppades av sina respektive klubbar medan Oscar Krusnell (Sunderland) skadade sig. Som ersättare kallades Nebiyou Perry (AIK), Emre Erdogdu (IF Brommapojkarna) och Niclas Holgersson (Ljungskile SK) in.